# Histoire des Juifs en France sous le Consulat et le Premier Empire

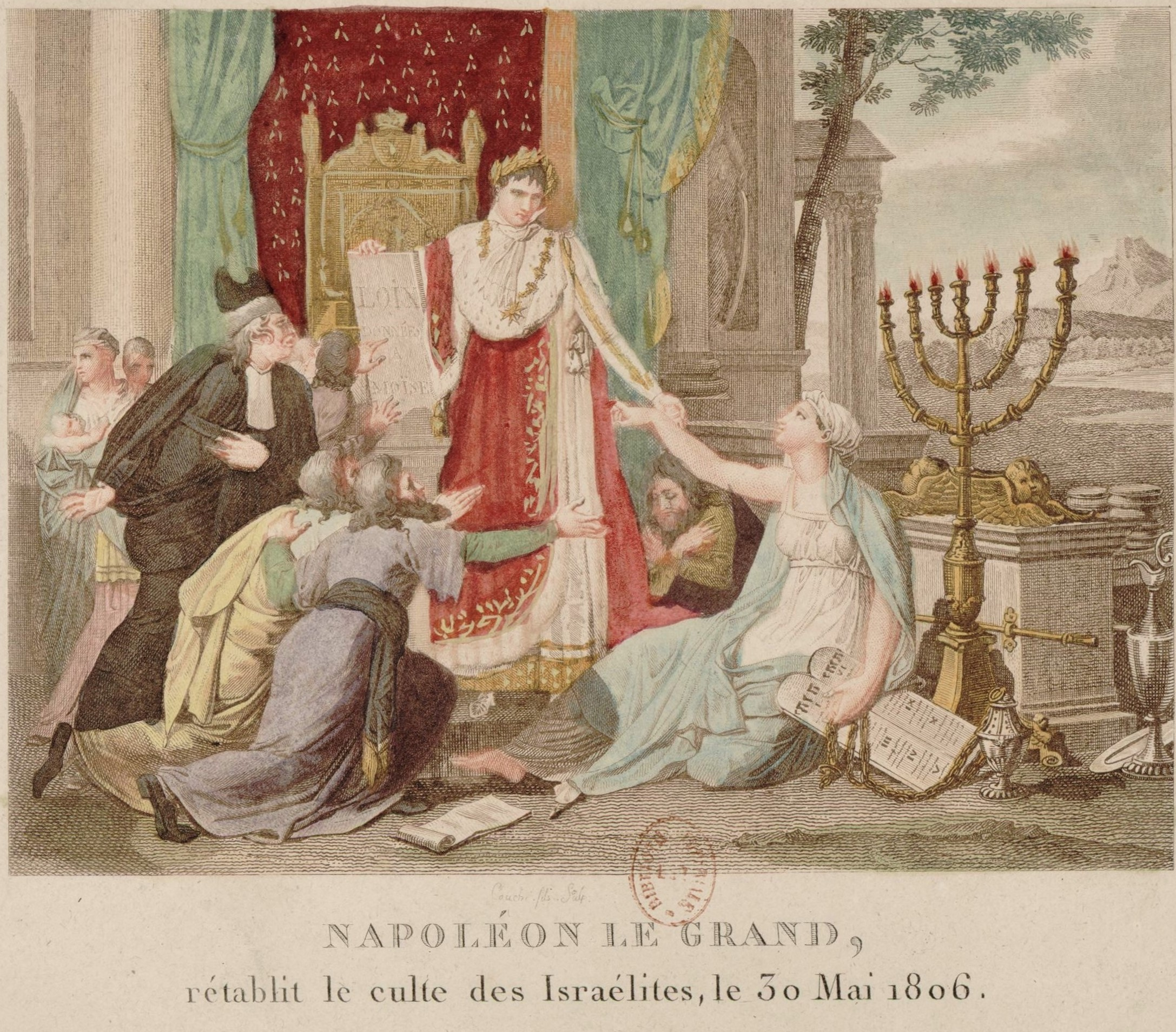
Napoléon le grand rétablit le culte des Israélites le 30 mai 1806.
Gravure de Louis François Couché.

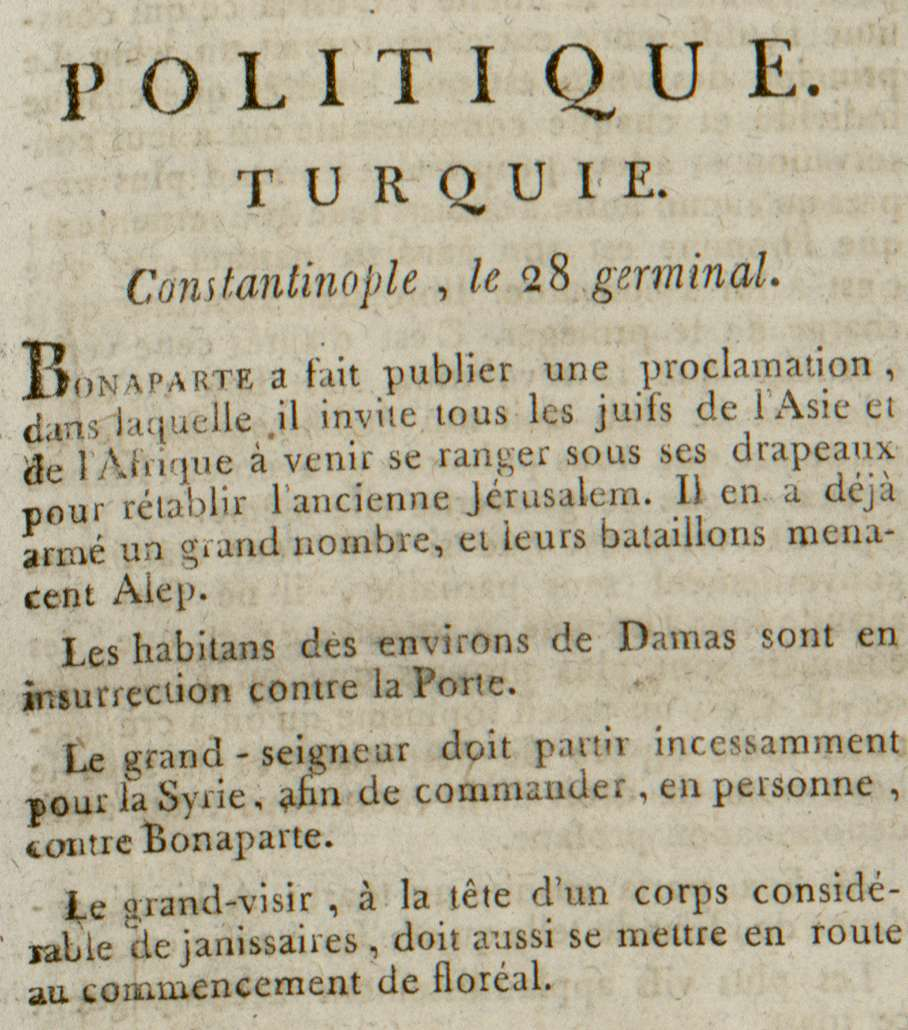
Détail de la proclamation de Bonaparte aux Juifs « pour rétablir l'ancienne Jérusalem » dans Le Moniteur universel.

Les Juifs et le judaïsme sous le Consulat et le Premier Empire sont l'objet d'une activité législative et d'une politique religieuse spécifique, du fait notamment de l'apparition du principe de cultes reconnus et de régime concordataire. L'époque du Consulat et de l'Empire est ainsi un tournant dans l'histoire des Juifs en France et en Europe : à la suite des lois révolutionnaires portant sur la liberté de culte et de conscience en France, les populations juives de France disposent pour la première fois d'une situation juridique et politique reconnue par l’État central, et non plus uniquement dépendant de dispositions locales dans les communautés du royaume. Sous l'Empire, les populations juives furent ainsi l'objet tout d'abord d'une reconnaissance au sein des religions reconnues et donnant droit à des droits civiques ordinaires. Mais les fluctuations dont ce statut fut l'objet au cours de la période du Premier Empire témoignent de la fragilité de cette situation et des rapports complexes entre la personnalité de l'empereur et les populations juives.
En organisant le judaïsme français sur un modèle centralisé et hiérarchisé, le consistoire, Napoléon Ier l'avait tout d'abord intégré dans le régime des « cultes reconnus ». Mais alors que la Révolution française et le Code civil garantissent l'égalité juridique de tous les citoyens, Napoléon impose cependant aux Juifs en 1808 des décrets discriminants, dont celui du 17 mars 1808, qualifié de « décret infâme », réglementant l'usure, interdisant l'entrée en France des Juifs étrangers et interdisant aux Juifs français le remplacement lorsqu'ils tiraient un mauvais numéro à la conscription. L'héritage napoléonien en la matière divise : d'aucuns ont salué la volonté de reconnaître et de structurer le judaïsme français à l'égal des autres cultes, et d'avoir imposé ces progrès en Europe dans les territoires annexés à la France sous l'Empire, notamment dans l'espace germanique et italien. D'autres, au contraire, y perçoivent une prise de contrôle par l'État et une « assimilation par contrainte ».

## Des Lumières au culte reconnu

### Des libertés locales à l'égalité reconnue
Quand éclata la Révolution française, il y avait alors 40 000 Juifs en France, dont près de la moitié vivaient en Alsace. Ils sont alors victimes de nombreuses discriminations fiscales et juridiques en ce qui concerne le droit de résidence et de propriété, ils font aussi face à une hostilité ancienne des populations, du fait de l'association que l'on fait entre judaïsme et métiers d'argent. 
Les Juifs de Lorraine avaient vu dans un premier temps leur situation s'améliorer au XVIIIe siècle et les synagogues de Lunéville et de Nancy témoignent encore aujourd'hui des progrès de leur condition. De même, les Juifs du pape sont de moins en moins confinés entre les murs des carrières. Quant aux Juifs bordelais, ils bénéficient de toutes les libertés des sujets du roi. Ils participent à la vie communale, votent aux élections pour les états généraux et viennent d'obtenir le droit de se déplacer librement et de résider à Paris. 
Grâce à une lente évolution des idées philosophiques portant sur la liberté de conscience et de culte à l'époque des Lumières, la Révolution française consacre en droit les libertés religieuses individuelles et permet une transformation capitale de la situation des Juifs de France, comme d'ailleurs des autres minorités confessionnelles de l'époque. Au terme de la décennie révolutionnaire, l'avènement du Consulat et de l'Empire marque une recomposition du paysage religieux du pays, avec la mise en place du Concordat et des cultes reconnus.

### Confrontation du général Bonaparte avec les réalités juives en Italie
Encore général de la République française pendant la campagne d'Italie, Bonaparte rencontre pour la première fois des communautés juives en Italie, en particulier le 9 février 1797 dans la ville d'Ancône, où les troupes françaises sont accueillis comme libérateurs où, conformément aux principes de la Révolution qu'il respecte scrupuleusement, Bonaparte abolit le ghetto et les signes distinctifs infamants imposés aux Juifs.
Bonaparte ordonne alors de leur enlever le chapeau jaune et le brassard avec l'étoile de David et d'y substituer la cocarde tricolore. C'est la première décision symbolique du général, futur empereur, qui donne par la suite des instructions plus concrètes pour que la communauté accède enfin à la liberté de culte et de circulation. Des mesures qui s'appliquent par la suite aux Juifs de Rome, Venise, Vérone et Padoue. Le général Bonaparte abolit les lois de l'Inquisition, et les Juifs sont considérés comme des hommes libres ordinaires jouissant de leurs droits en Italie.

### Un embryon de projet d'État pour les Juifs?

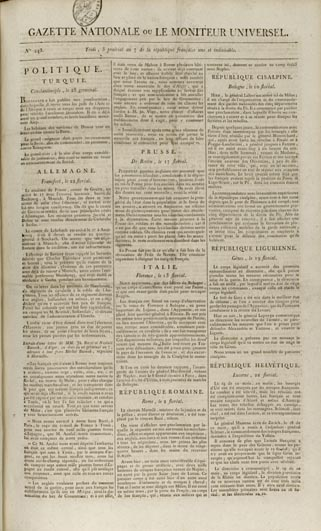
Proclamation de Napoléon Bonaparte aux Juifs parue dans le Moniteur universel (3 prairial VII)

Au cours du siège de Saint-Jean-d'Acre en 1799, Napoléon Bonaparte aurait, selon Ben Weider et Blumenkranz, préparé une proclamation dans laquelle il annonçait la fondation d'un État juif en Palestine ottomane, mais il ne la publia pas. Bonaparte voulut investir Saint-Jean-d’Acre et se rendre ensuite à Jérusalem pour y lancer sa proclamation. Son avancée fut cependant stoppée par les Turcs soutenus par les Anglais. D'autres historiens, dont Nathan Schur dans Napoleon and the Holy Land, pensent que cette proclamation, si elle a jamais existé sur le papier, était uniquement destinée à servir la propagande du jeune général dans la région, pour rallier à sa cause les populations juives africaines et levantines, et qu'en réalité il n'envisagea jamais sérieusement la création d'un État juif. Selon les historiens Richard Ayoun et Henry Laurens, ce document serait même un faux historique.
Ce communiqué n'en figure pas moins en mention au Moniteur universel du 3 prairial an VII (22 mai 1799), journal officiel de la République, avec le texte suivant : « Constantinople, le 28 germinal. Bonaparte a fait publier une proclamation dans laquelle il invite tous les Juifs de l’Asie et de l’Afrique à venir se ranger sous ses drapeaux pour rétablir l’ancienne Jérusalem. Il en a déjà armé un grand nombre et leurs bataillons menacent Alep. » On trouve l'original dans les archives du ministère des Affaires Étrangères, le communiqué de Bonaparte en Égypte est cité en tête de la première page du Moniteur.
Rien n'indique réellement qu'un projet d'État juif ait existé dans l'esprit du futur empereur. Au mieux, il semble avoir voulu utiliser le déplacement des populations juives dans la région syro-égyptienne et levantine comme d'un levier de peuplement et d'occupation de la région, y ajoutant un réseau de peuplement fidèle à la France, en donnant notamment aux Juifs d'Afrique et d'Asie le contrôle de Jérusalem. Pour Henry Laurens, ce projet a pour conséquence de donner un précédent paradoxal dans la revendication d'un État juif en Palestine : « L'ironie de l'histoire a fait que Bonaparte, qui s'est voulu le défenseur de l'Islam et de l'arabisme, est passé injustement à la postérité comme l'un des fondateurs du sionisme, ce qu'il n'a jamais été et qu'il n'a jamais prétendu être ».

## Les Juifs reconnus par l'Empire

### Contexte concordataire
Pour Bonaparte, Premier consul des Français, la résolution des conflits ouverts autour des questions religieuses lors de la Révolution française lui semble impérative pour 
rétablir la paix et de l'ordre, ainsi que stabiliser son propre pouvoir. Ainsi, il rétablit les relations avec Rome par le Concordat conclu le 15 juillet 1801 (26 messidor an IX) avec le pape Pie VII : le culte catholique est reconnu par l’État comme la « religion de la grande majorité des Français » et bénéficie d'une prise en charge d’une partie de son fonctionnement par les finances publiques en échange de la renonciation par l’Église aux biens qu’elle possédait avant la Révolution. Le 18 mars 1802 (18 germinal an X), une loi complète le Concordat, par laquelle Bonaparte ajoute des articles organiques qui réglementent l’exercice du culte catholique en France, reconnaissent et organisent les cultes luthérien et réformé. L'organisation de la religion et de la présence juive viendra quelques années plus tard, mais de manière plus restrictive. Contrairement aux cultes chrétiens, le Consistoire ne bénéficiera pas de rétribution sous le Consulat et le Premier Empire. 

### Les décrets relatifs à l'usure de 1806 à 1808
De nombreux hommes politiques et citoyens se plaignaient de la non-intégration des Juifs à la vie nationale. Ils ne portaient à l'époque pas de nom de famille et les mariages mixtes étaient rares. 
Dans l'Est de la France, des rapports des conseils généraux font état d'une meilleure relation de la population avec les Juifs, sauf dans les départements d'Alsace, où les plaintes demeurent fortes contre les usuriers et où, en réaction, les discriminations contre les Juifs demeurent, comme leur exclusion de la garde d'honneur formée à l'occasion du passage de Napoléon, de retour d’Austerlitz, à Strasbourg les 22 et 23 janvier 1806, qui sera critiquée par le ministre de l'intérieur Jean-Baptiste Nompère de Champagny. Cette visite à Strasbourg permet aux notables locaux de faire entendre leurs récriminations contre les prêts hypothécaires et chargea le Conseil d'État de saisir de cette question,,. Napoléon dépeint la profession de prêteur à intérêts en Alsace comme « un mal qui ne vient pas des Juifs comme individus mais de leur constitution en tant que peuple » et compare les Juifs à des « chenilles et [d]es sauterelles qui ravagent la France » pour conclure : « Je dois la même protection à tous les Français et je ne puis regarder comme des Français ces Juifs qui sucent le sang des véritables Français »,.
Ces débats aboutissent au décret du 30 mai 1806 qui instaure un sursis d'un an « à toutes les exécutions de jugements et contrats contre des cultivateurs non négociants des départements de la Sarre, de la Roer, du Mont-Tonnerre, des Haut et Bas-Rhin, de Rhin-et-Moselle, de Moselle et des Vosges lorsque les titres contre ces cultivateurs auront été consentis par eux en faveur des Juifs ». Napoléon retenu en Pologne, le moratoire est prolongé le 30 mai 1807 par l'archichancelier Cambacérès, mais les difficultés des prêteurs juifs envers leurs propres débiteurs font que ce sursis est levé le 17 mars 1808. 
L'opinion de Napoléon sur les Juifs est néanmoins complexe, car d'après Pierre Birnbaum : « Les charges véhémentes coexistent avec des appréciations enthousiastes les plus inattendues venant de tous bords. Quelle cacophonie ! ». Pour Steven Englund, « l'aversion personnelle de Napoléon pour les Juifs » n'est pas « fonctionnelle ou déterminante » dans ses actes et l'on ne peut qualifier Napoléon d'antisémite ou de raciste « dans notre sens du terme aujourd'hui » car à l'époque « les mots les plus durs étaient communs » pour stigmatiser des opposants. Enfin, Englund estime qu'« on ne doit pas oublier de faire la distinction entre les opinions d'un dirigeant et sa politique ».

### L'Assemblée des notables
Le 30 mai 1806, l'empereur prend un décret prévoyant, dans son article 2, « qu'il sera formé au 15 juillet prochain, dans notre bonne ville de Paris, une assemblée d'individus professant la religion juive et habitant le territoire français ». L'assemblée juive, appelée souvent Assemblée des notables, réunit donc 95 députés nommés par les préfets au niveau des départements. Un décret du 10 juillet 1806 adjoint 16 représentants des Juifs du royaume d'Italie. Parmi les notables ainsi assemblés, on trouve des rabbins tels David Sintzheim déjà présent aux États généraux ou Abraham Vita de Cologna de Mantoue et des laïcs comme le banquier bordelais Abraham Furtado qui en est le président ou le Lorrain Berr Isaac-Berr. On peut aussi citer Hirsch Bloch, cultivateur à Diebolsheim.
Les délibérations durent pendant presque un an, du 6 juillet 1806 jusqu'au 6 avril 1807, sous la présidence du Bordelais Abraham Furtado. Ces députés juifs doivent répondre aux questions suivantes : 
1. Est-il licite aux Juifs d'épouser plusieurs femmes ?
2. Le divorce est-il permis par la religion juive ? Le divorce est-il valable sans qu'il soit prononcé par les tribunaux et en vertu de lois contradictoires à celles du code français ?
3. Une Juive peut-elle se marier avec un Chrétien, et une Chrétienne avec un Juif ? ou la loi veut-elle que les Juifs ne se marient qu'entre eux ?
4. Aux yeux des Juifs, les Français sont-ils leurs frères ou sont-ils des étrangers ?
5. Dans l'un et l'autre cas, quels sont les rapports que leur loi leur prescrit avec les Français qui ne sont pas de leur religion ?
6. Les Juifs nés en France et traités par la loi comme citoyens français regardent-ils la France comme leur patrie ? Ont-ils l'obligation de la défendre ? Sont-ils obligés d'obéir aux lois et de suivre toutes les dispositions du Code civil ?
7. Qui nomme les rabbins ?
8. Quelle juridiction de police exercent les rabbins parmi les Juifs ? Quelle police judiciaire exercent-ils parmi eux ?
9. Ces formes d'élection, cette juridiction de police et judiciaire sont-elles voulues par leurs lois, ou seulement consacrées par l'usage ?
10. Est-il des professions que la loi des Juifs leur défende ?
11. La loi des Juifs leur défend-elle de faire l'usure à leurs frères ?
12. Leur défend-elle ou leur permet-elle de faire l'usure aux étrangers ?

Les trois premiers points de débat sont relatifs au mariage et au divorce : un Juif peut-il épouser plusieurs femmes ? Admettent-ils le divorce sans qu'il soit prononcé par les tribunaux ? Les mariages mixtes (interreligieux) sont-ils licites ? Après de longues heures de discussions, il ressort que les citoyens juifs doivent se soumettre au Code civil français. De plus, « ils doivent défendre la France jusqu'à la mort ». La mesure est votée à l'unanimité.
En ce qui concerne les mariages mixtes, les députés se divisent et les rabbins y sont opposés. Quant à l'usure, elle est abandonnée sur le plan dogmatique mais non sur le terrain pratique. 

### Le Grand Sanhédrin

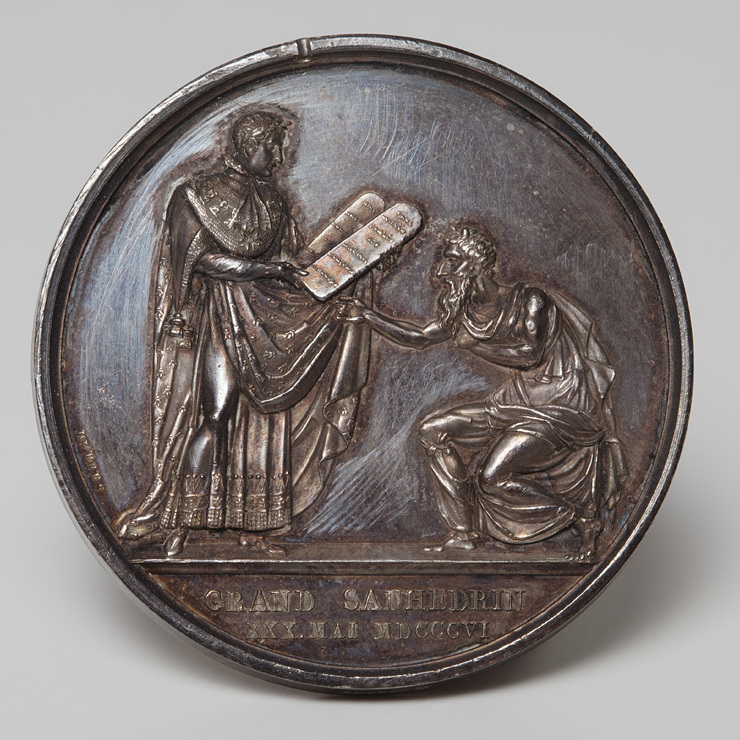
Médaille dépeignant le Sanhédrin napoléonien (1806), Musée juif de Suisse.

Dans deux notes du 23 août et du 3 septembre 1806 adressées à Champagny, Napoléon imagine ressusciter le Grand Sanhédrin, assemblée qui doit être composée de 71 membres, dont deux tiers de rabbins. Le Grand Sanhédrin, successeur d'une institution disparu depuis quinze siècle, siège du 9 février au 13 mars 1807. 
Napoléon pensait qu'il fallait transformer les principes qui se dégagent de ces discussions en véritables lois religieuses, ce qui conduira à la création du Consistoire central des israélites de l'Empire. Cette création devait conduire à l'organisation administrative des Juifs de l'Empire, afin d'avoir un meilleur contrôle sur eux et surtout s'assurer leur soumission à l'Empereur et à la France.  

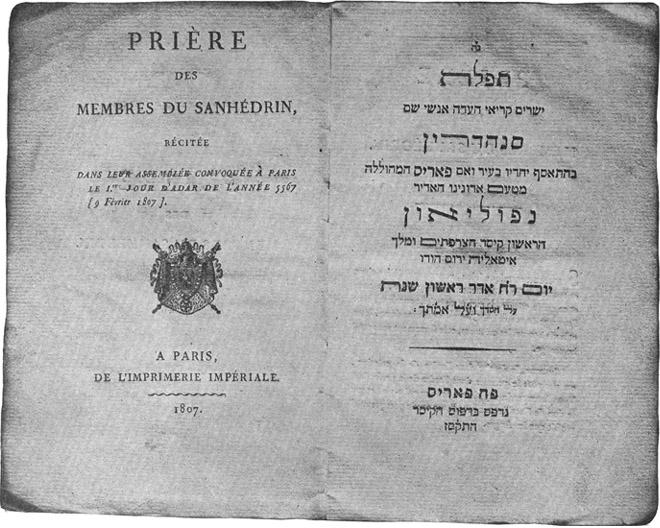
Prière des membres du Sanhedrin (1807).

Le 9 février 1807, la première séance a lieu. Elle comprend 45 rabbins et 26 laïcs. Le rabbin de Strasbourg, David Sintzheim, en est nommé président. Napoléon lui envoie ses instructions de Pologne. Le Grand Sanhédrin doit organiser le culte juif, prévoir un tiers de mariages mixtes entre Juifs et non-Juifs — ce qui sera l'un des sujets les plus controversés — et, entre autres, fixer les conditions d'exercice du commerce. Cette assemblée ne réalise pas tous les souhaits de l'empereur mais elle accomplit l'essentiel de ce que l'on attendait d'elle. 
Le 7 mars 1807, la communauté juive remercie Napoléon : « Béni soit à jamais le Seigneur Dieu d'Israël, qui a placé sur le trône de France, un prince selon son cœur. Dieu a vu l'abaissement des descendants de l'antique Jacob et a choisi Napoléon le Grand pour être l'instrument de sa miséricorde. À l'ombre de son nom, la sécurité est rentrée dans nos cœurs et nous pouvons désormais bâtir, ensemencer, moissonner, cultiver les sciences humaines, appartenir à la grande famille de l'État, le servir et nous glorifier de ses nobles destinées. Sa haute sagesse a permis à cette Assemblée célèbre de nos annales, et dont l’expérience et la vertu dictaient les décisions, reparût après quinze siècles et concourût à ses bienfaits sur Israël ». 
L'Assemblée des Notables continue à se réunir, y compris quelques semaines après la fin des travaux du Grand Sanhédrin. Le 9 décembre 1806, l'Assemblée fut saisie du projet de règlement cultuel prévoyant organisation hiérarchique pyramidale. Bien qu'étrangère à la tradition juive, les notables donnent le 10 décembre un avis majoritairement favorable à ce projet. Il adopte plus difficilement et de manière moins précise les orientations sur l'usure et la conscription. Lors de la séance de dissolution de l'Assemblée, le 6 avril 1807, Furtado déclare que les députés n'ont eu pour but « « que l'honneur et le bonheur des Israélites. »

### Les décrets de 1808
Après la fin des travaux des assemblées, ses échanges vifs se poursuivent sur la rédaction des textes. Cambacérès et Portalis sont favorables mesures d'exception frappant les Juifs, quand Regnaud de Saint-Jean d'Angély s'y oppose. Bien que Champagny soit plus proche des options de Regnault, il doit suivre la ligne ferme prônée par l'Empereur. Bien que prêts dès juin 1807, les trois décrets d'application ne sont signés et promulgués que le  17 mars 1808.

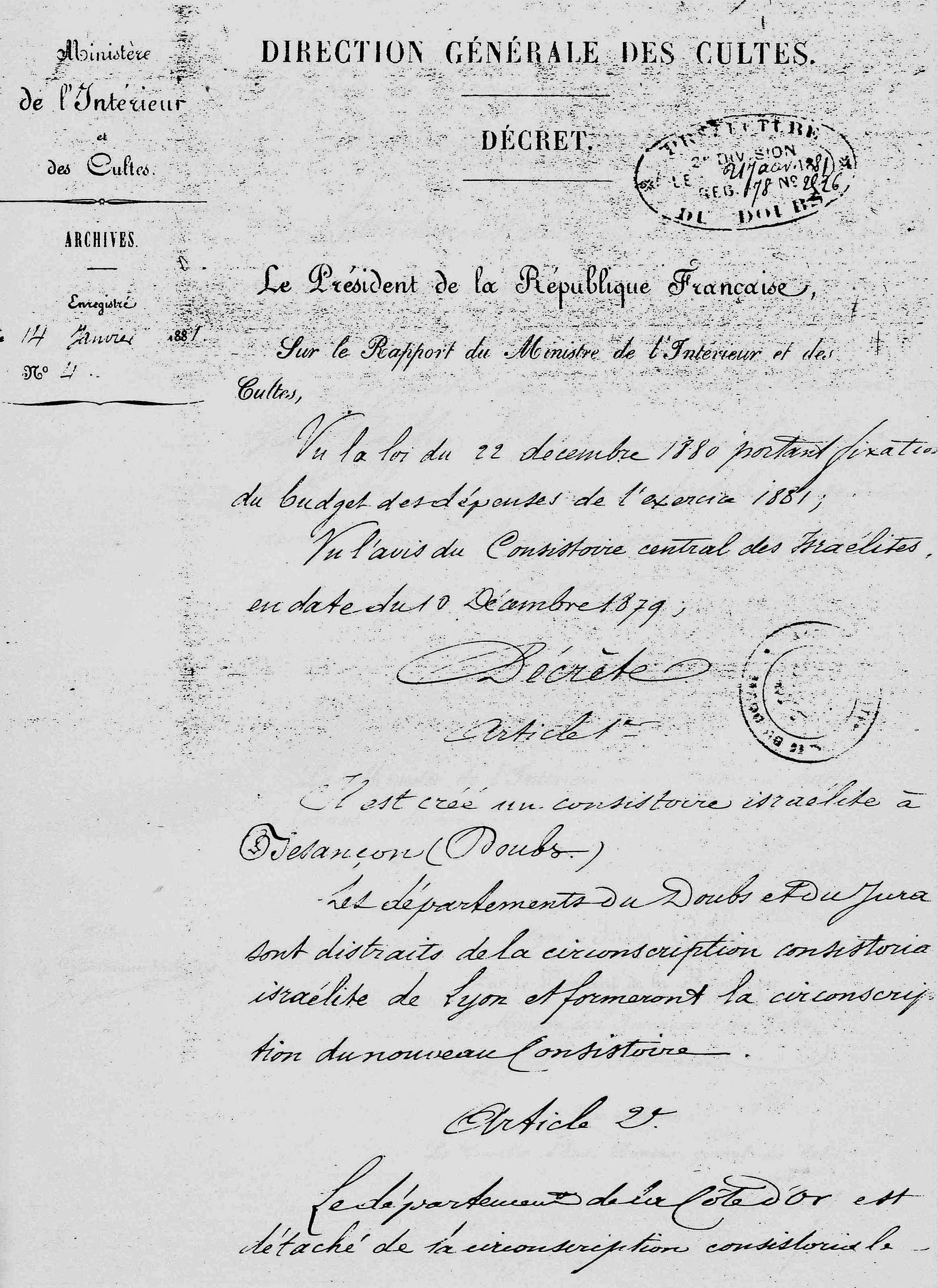
Décret autorisant la constitution d'un consistoire Juif à Besançon (Doubs), 1881.

Le règlement du culte juif prévoit une organisation religieuse en circonscriptions territoriales, dotées chacune d'un consistoire composé de Juifs laïcs. Ces consistoires doivent dresser la liste des Juifs étrangers, exhorter les Juifs à l'exercice de professions utiles, surveiller l'application du règlement du culte et faire connaître aux autorités le nombre de conscrits de la circonscription. Un consistoire central est institué à Paris. À la différence des pasteurs et des prêtres, les rabbins ne sont pas rémunérés par l'État. Ils perçoivent une rémunération à partir des cotisations des fidèles.
Un décret destiné « à la réforme sociale des Juifs » et joint au règlement du culte, est proposé par Champagny et trois commissaires impériaux, qui porte sur une meilleure intégration de la communauté juive mais prévoit toute une série de cas arbitraires pouvant entraîner l'annulation des créances et ordonne aux commerçants juifs de se faire délivrer par les préfets une patente annuelle et révocable. De plus, les Juifs doivent satisfaire en personne à la conscription et n'ont plus la possibilité de payer un remplaçant comme les autres citoyens.
Ce décret est souvent appelé le « décret infâme ». Valable dix ans, il s'éteint en 1818 sous Louis XVIII.
Avec le décret de Bayonne du 20 juillet 1808, Napoléon oblige par ce quatrième décret les citoyens juifs de France à avoir un nom de famille définitif et à le déclarer à la mairie. La législation de l'Empire complète l'œuvre de la Révolution française en accélérant considérablement l'assimilation des Juifs, Napoléon leur donne une place dans la société. Il place d'ailleurs le judaïsme sur un plan comparable, mais pas encore identique, aux religions catholique et protestante.
La volonté de l'empereur était alors véritablement d'assimiler les Juifs à la communauté française. Le 29 novembre 1806, il écrit au ministre de l'intérieur Champagny : « [Il faut] atténuer, sinon détruire, la tendance du peuple juif à un si grand nombre de pratiques contraires à la civilisation et au bon ordre de la société dans tous les pays du monde. Il faut arrêter le mal en l'empêchant ; il faut l'empêcher en changeant les Juifs. […] Lorsqu'on exigera qu'une partie de la jeunesse aille dans les armées, ils cesseront d'avoir des intérêts et des sentiments juifs ; ils prendront des intérêts et des sentiments français ».
En Allemagne, Napoléon supprime les taxes spéciales imposées aux Juifs et leur donne, pour la toute première fois, l'égalité civique et politique.
Par la suite, en exil à Sainte-Hélène, Napoléon confie au médecin Irlandais Barry Edward O'Meara « Il y avait beaucoup de Juifs dans les pays sur lesquels je régnais ; j'espérais, en les rendant libres, et en leur donnant des droits égaux à ceux des catholiques et des protestants, les rendre bons citoyens, et les forcer à renoncer à l'usure, et à se conduire comme le reste de la communauté. Je crois que j'aurais fini par réussir. [...] Outre cela, j'aurais attiré une grande richesse en France, parce que les Juifs sont très nombreux, et qu'ils se seraient empressés de venir en foule dans un pays où ils auraient joui des privilèges bien supérieurs à ceux que leur accordent les autres gouvernements. »
Selon l'historien Richard Ayoun, Napoléon « méprise les Juifs » et a agi « en bon politicien opportuniste » qui sait lorsque c'est nécessaire « surmonter ses opinions pour gagner des partisans afin de les utiliser ». Ainsi dans une lettre adressée à son frère Jérôme le 6 mars 1808, il écrit « J'ai entrepris l'œuvre de corriger les Juifs, mais je n'ai pas cherché à en attirer de nouveaux dans mes États. Loin de là, j'ai évité de faire rien de ce qui peut montrer de l'estime aux plus méprisables des hommes » puis lors de son exil à Sainte-Hélène, il dit au général Gourgaud le 28 août 1817 « les Juifs sont un vilain peuple, poltron et cruel ».
Pierre Birnbaum, quant à lui, insiste sur les préjugés antisémites de Napoléon, qu'il qualifie de « prince des antisémites », et sur le « profond tournant régressif » qu'il a imposé aux Juifs en trahissant la Révolution. « Par une série de décrets pris, en mars 1808, à l'instigation des franges les plus réactionnaires », Napoléon impose aux Juifs « des restrictions juridiques allant à l'encontre de la loi commune, qui dénotent une franche hostilité à l'endroit de ceux qu'il qualifie de " sauterelles ", de " corbeaux " ou de " nouveaux féodaux " et autres amabilités qui feront, tout au long du XIXe siècle et jusqu'à Vichy, les délices des pamphlétaires antisémites ». En effet, des antisémites comme Édouard Drumont, Louis-Ferdinand Céline ou Louis Darquier de Pellepoix ont utilisé ces termes pour se réclamer ouvertement de Napoléon. Dans sa recension de l'ouvrage de Birnbaum, René Moulinas conclut : « Pour Napoléon certainement les Juifs sont des gens odieux, mais pour arrêter le mal qu'ils font, il ne faut pas les mettre au ban de la Nation : comme le dit très clairement le même document, « il faut l'empêcher en changeant les Juifs » ».

## Les réactions des puissances étrangères
Le premier à s'élever contre ce projet de Grand Sanhédrin est le tsar de Russie Alexandre Ier, Il dénonce violemment la liberté accordée aux Juifs et il ira jusqu'à demander à l'Église orthodoxe de protester avec la plus grande énergie contre le projet de Napoléon. Il désigne l'Empereur comme « l'Antéchrist et l'ennemi de Dieu ».
Le Saint Synode de Moscou proclame : « Dans le but de détruire les bases des églises de la chrétienté, l'Empereur des Français a invité dans sa capitale toutes les synagogues judaïques et il a le projet de fonder un nouveau Sanhédrin hébreu. Qui est le même tribunal qui osa jadis condamner à la croix le Seigneur Jésus. »
En Autriche, l'irritation est très grande ; en Prusse, l'église luthérienne est très hostile et en Italie, les réactions sont bien moins virulentes mais restent globalement défavorables. La réaction de Londres est quant à elle sans équivoque : « Nous repoussons la politique et la doctrine d'une telle Assemblée. »
Le tsar de Russie a gain de cause et Napoléon accepte de signer, le 17 mars 1808, un décret restrictif qui limitait les libertés accordées aux Juifs en espérant que le tsar le soutiendrait dans sa guerre contre l'Angleterre. Un de ces trois décrets était d'une durée de dix ans renouvelable et limitait le droit des Juifs d'Alsace et de Lorraine. Au moment de la Restauration, Louis XVIII choisit de ne pas renouveler ces dispositions, sensibilisé de longue date par le « philosémite » abbé Guénée, qui s'opposa à Voltaire à propos de son avis sur les Juifs (cf. le dictionnaire philosophique). Abbé qui travailla, par ailleurs, à l'éducation des frères de Louis XVIII, notamment à celle du futur Charles X.

### Les Juifs en Europe
Tous les pays sous autorité française appliquent les réformes de Napoléon. Ainsi au Portugal, l'État donne aux Juifs une liberté totale et il leur permet de rouvrir des synagogues qui étaient fermées depuis plus de trois siècles. En Italie, aux Pays-Bas et en Allemagne, les Juifs peuvent pour la première fois participer en hommes libres à la société de leurs pays respectifs.
Après la défaite de Waterloo, la réaction rétablit dans de nombreux pays les discriminations contre les Juifs. Le pape Pie VII fait rétablir les ghettos et imposa de nouveau aux Juifs d'assister à des sermons.

## Évolutions ultérieures
Après 1815, lors de la Seconde Restauration, les Bourbons ne prennent pas de mesure discriminatoire contre les Juifs, hormis le rétablissement de l'Ordre de Saint-Louis, réservé aux Catholiques, qui dans leur esprit devait supplanter la Légion d'Honneur. Au contraire, ils abolissent le décret infâme de 1808 à son terme prévu en 1818.
Si le Consistoire ne bénéficie pas de moyens matériels de l’État contrairement aux cultes reconnus en 1801 et 1802, la situation évolue avec la loi du 8 février 1831, qui prévoit l'inscription du traitement des rabbins au budget du culte. À partir de 1839, le culte israélite dispose lui aussi d'aumôniers dans les hôpitaux militaires. Enfin, l'ordonnance d'organisation du culte israélite du 28 mai 1844, récapitule et ordonne l'ensemble des évolutions du système consistorial depuis 1808.
Si le décret infâme est devenu caduc en 1818, les décisions doctrinales du Sanhédrin et la réorganisation du culte ont profondément marqué le judaïsme français jusqu'à la séparation des Églises et de l’État en 1905, et même au-delà par la continuité du Consistoire.En 2010,une institution nommée Torah-Box,dirigée par Binyamin Benhamou,s'occupe de diffuser le Consistoire aux juifs francophones sur leur site.